# Copelatus lamottei
Copelatus lamottei är en skalbaggsart som beskrevs av Legros 1954. Copelatus lamottei ingår i släktet Copelatus och familjen dykare. Inga underarter finns listade i Catalogue of Life.